# Ốc nón địa lý
Ốc nón, hay ốc cối, ốc cối địa lý, danh pháp hai phần: Conus geographus, là động vật thân mềm chân bụng sống ở biển trong họ Conidae, phân họ ốc nón. Giống như tất cả các loài thuộc chi Conus, chúng là loài săn mồi và có nọc độc có tác dụng rất mạnh nên rất nguy hiểm nếu tiếp xúc (cầm).

## Đặc điểm
Đây là loài nguy hiểm nhất săn cá bằng cách sử dụng hàm răng giống như lao móc và một tuyến độc. Tuy di chuyển chậm chạp nhưng ốc nón địa lý vẫn bắt được cá nhờ khả năng ẩn nấp tài tình, chất độc và một bộ phận độc đáo của chúng. Chúng săn mồi nhờ một ống hút và một tuyến độc. Vào ban ngày ốc nón nghỉ ngơi. Khi màn đêm buông xuống, chúng di chuyển trên đáy biển giống như những con ốc vô hại khác. Chúng rình mồi bằng cách náu thân dưới cát và chỉ giơ ống hút lên. Khi con mồi tới gần, chúng sẽ tóm chặt mục tiêu rồi tiêm chất độc vào cơ thể mồi. Chất độc khiến con mồi tê liệt và ốc nón nuốt chửng nó một cách dễ dàng.

## Lưu ý
Nếu bị ốc nón địa lý đốt/chích thì có thể chết người trong vòng 2-3 phút, do vậy không nên cầm chúng hoặc khi cầm thì phải hết sức cẩn thận.

## Hình ảnh

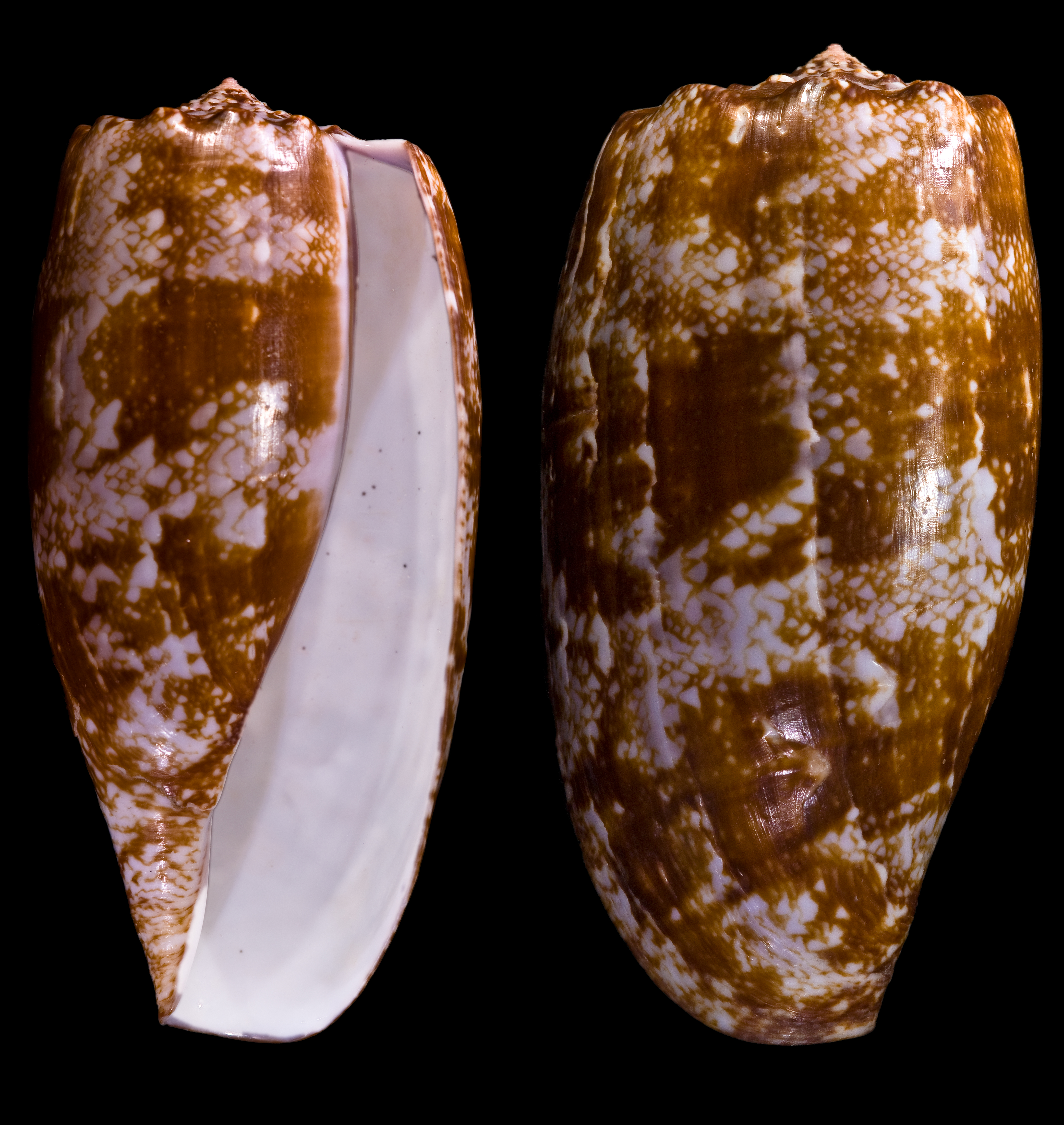
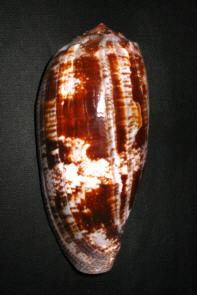
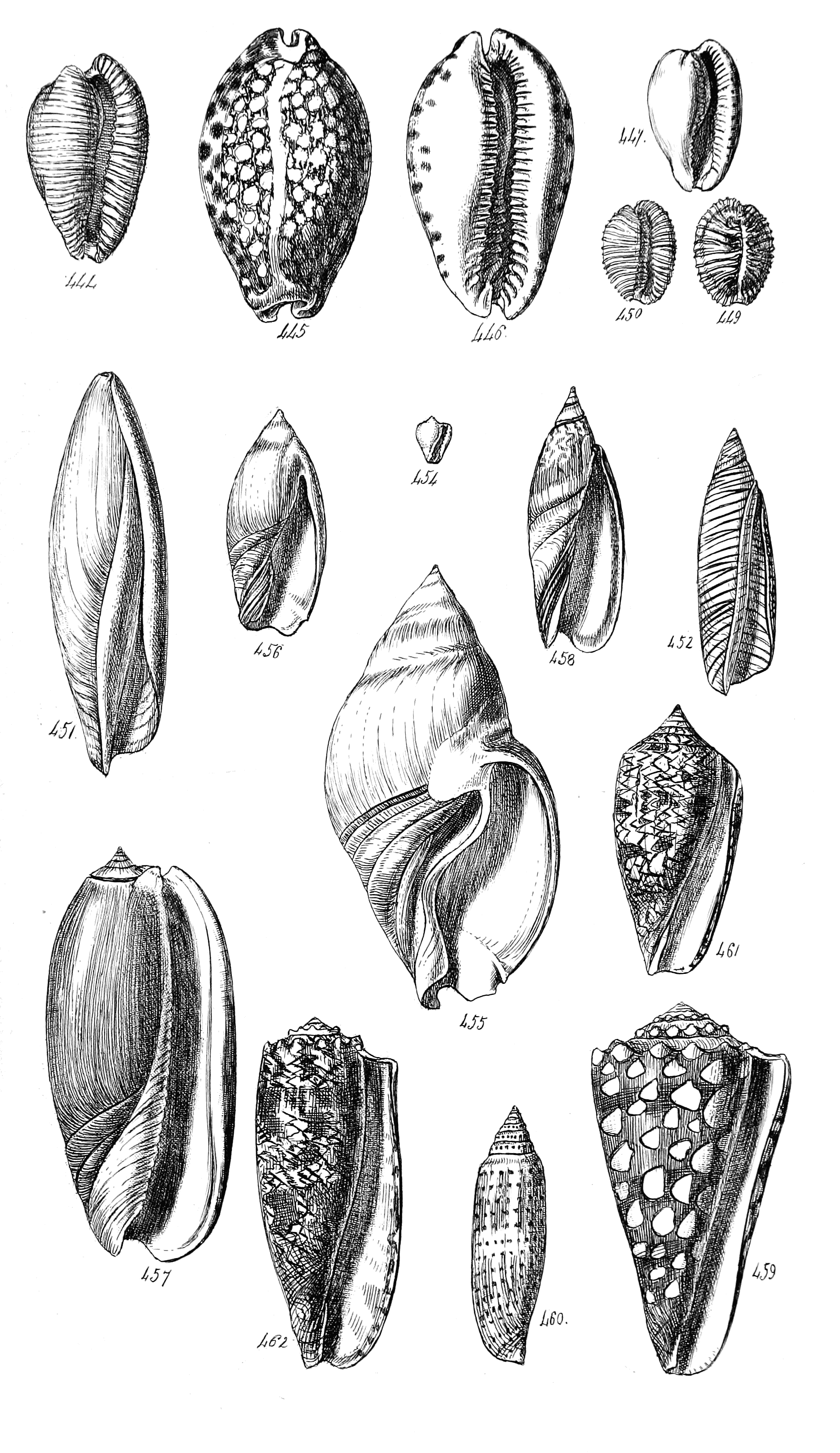
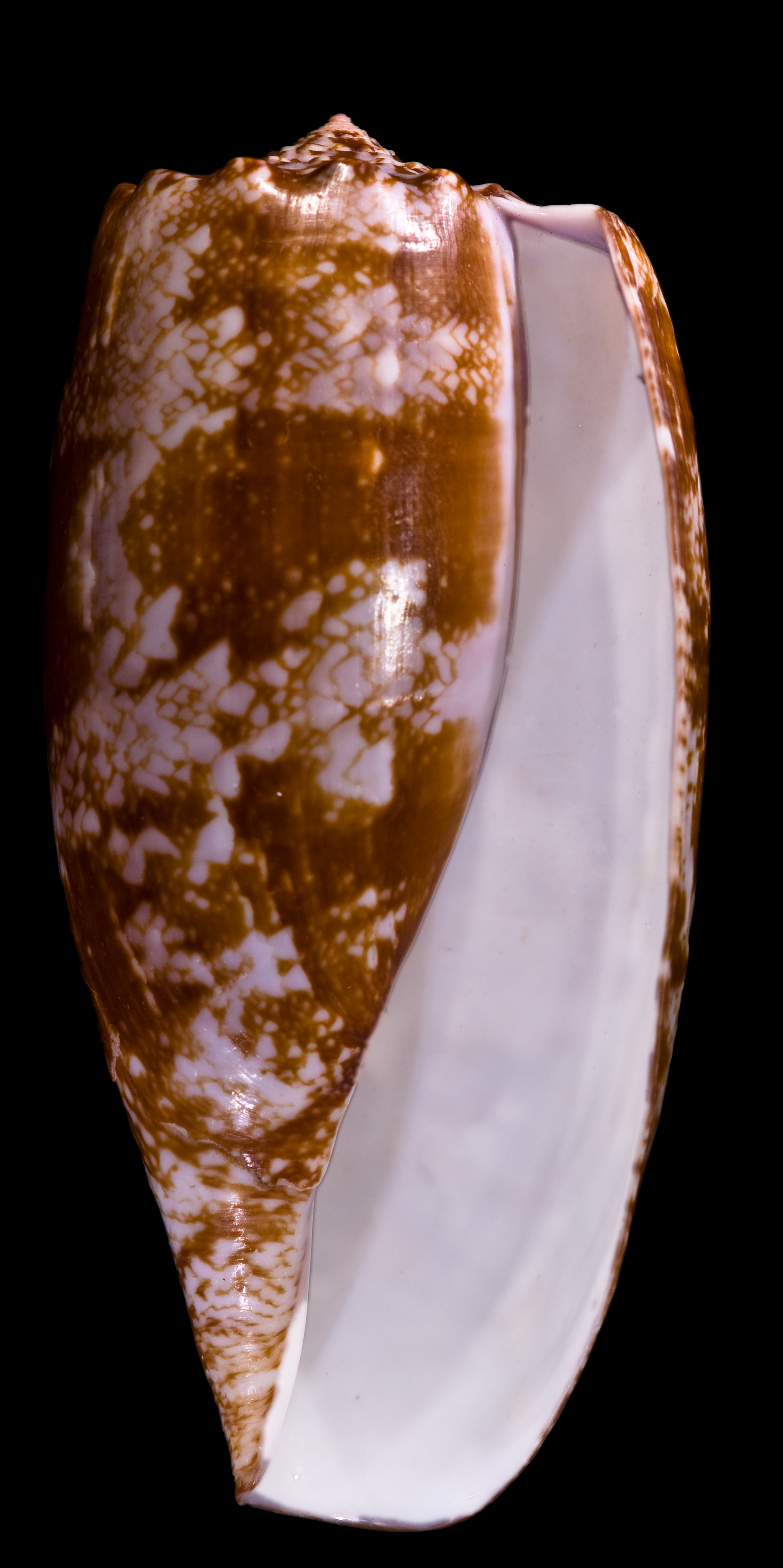